# 12 Андромеды
12 Андромеды (лат. 12 Andromedae, HD 220117) — тройная звезда в созвездии Андромеды на расстоянии приблизительно 137 световых лет (около 42 парсеков) от Солнца. Возраст звезды определён как около 2,548 млрд лет.

## Характеристики
Первый компонент — жёлто-белая звезда спектрального класса F5V. Видимая звёздная величина звезды — +5,765m. Масса — около 1,25 солнечной, радиус — около 2,19 солнечных, светимость — около 7,38 солнечных. Эффективная температура — около 6454 K.
Второй компонент удалён на 121,1 угловых секунд. Видимая звёздная величина звезды — +9,2m.
Третий компонент удалён на 155,8 угловых секунд.